# Pangasius mekongensis
Pangasius mekongensis es una especie de peces de la familia Pangasiidae en el orden de los Siluriformes.

## Distribución geográfica
Se encuentran en Asia: río Mekong (Vietnam).